# Ensto EVT 050
EVT 050/ EVT 150 – зарядний автономний пристрій (зарядна станція) моделі ETV фінського виробника Ensto, також використовується для заряджання електромобілів.

 
Пристрій EVT випускається повністю готовим до використання у формі модулів, котрі легко монтуються, прості в обслуговуванні та користуванні.

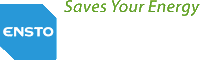
Товариство "Ensto Saves YourEnergy"

## Конструкція
Зарядний пристрій виготовляється із нержавіючої сталі. Модель зарядних станцій EVT включає в комплект обладнання для монтажу як на підлогу, так і на стіну приміщення.

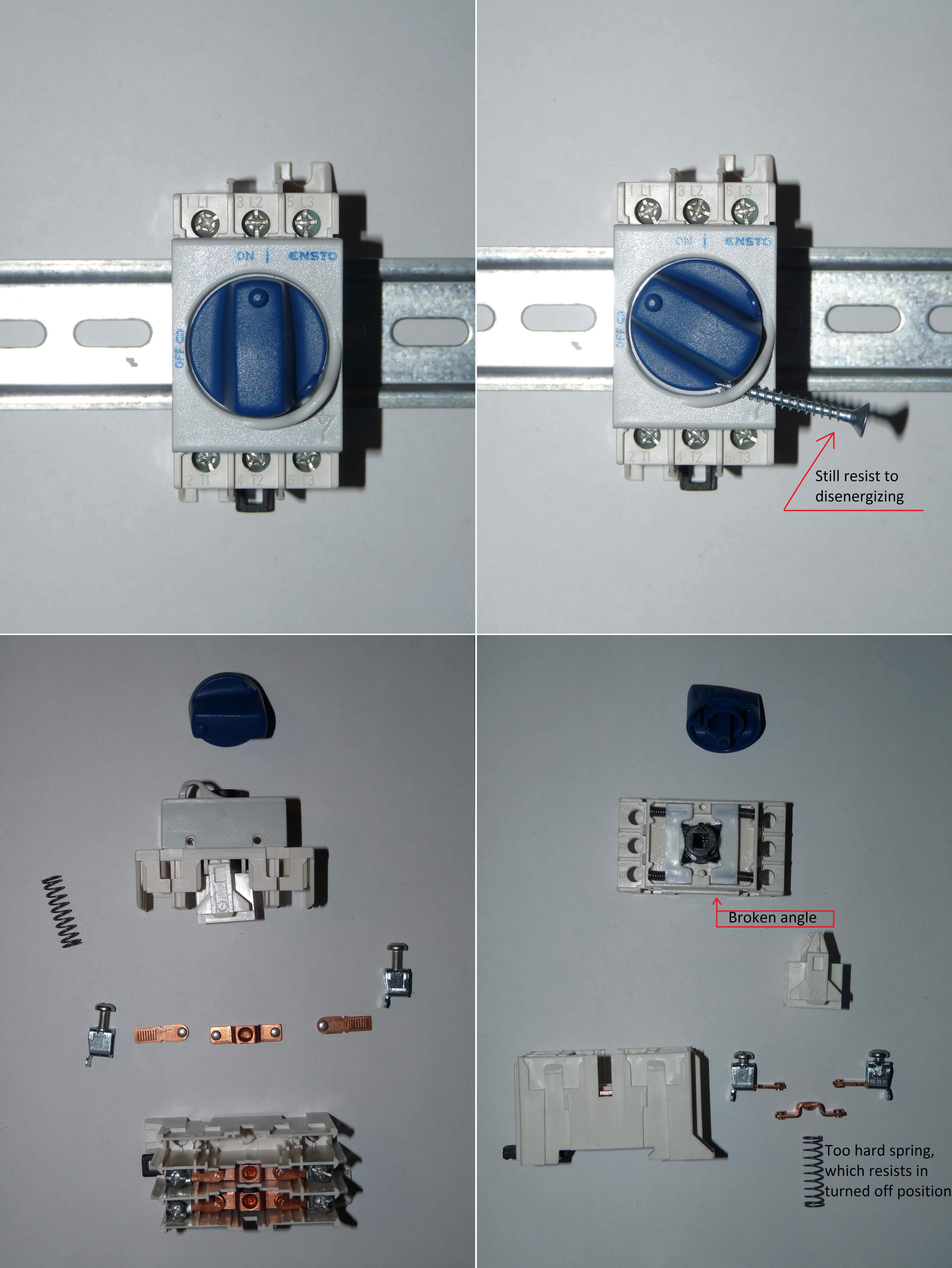
Деталі пристрою

EVT комплектується одною (або двома) розетками на 16А та локальним лічильником електроенергії (показники у формі кВт/год.). Спеціальний світлодіод (червоний колір – запас на низькому рівні, жовтий – середній рівень, зелений – батарея заряджена) показує стан процесу. В стандартний комплект пристрію входить можливість дистанційного контролю паркового автомата, котрий активується через увімкнення системи.
Спеціальні системи захищають станцію від перенавантаження і УЗО. А при підключенні до електромережі розетки захищені - 24VDC. Додатково пристрій захищають спеціальні металеві люки, котрі при необхідності закривають важливі механізми від шкідливого механічного впливу.

## Елемент інфраструктури
Модель EVT в основному призначається для зарядки електромобілів. Тому модель широко використовується для обладнання платних парковок чи паркових місць біля офісних центрів, де власники електромобілів могли б дозаряджати свої транспортні засоби на час стоянки. Таким чином створюються нові підходи до формування міської інфраструктури, котрі повинні враховувати розміщення міських зарядних станцій. 
На початку грудня 2012 року у Києві на АЗС «ОККО» (АТ «Галнафтогаз», Львів) по вул. Героїв Сталінграду 1а, було відкрито першу в Україні зарядну станцію для електромобілів моделі EVT 050. 
| Технічні характеристики   |                                    |
| ------------------------- | ---------------------------------- |
| Розетки, к-сть.           | 1 (або 2) Schuko                   |
| Лічильник еоектроенергії  | 1 (2) на DIN-рейці, kWh (кВт/год.) |
| Матеріал/колір .          | нержавіюча сталь/ AISI304          |
| Ступінь захисту           | IP34                               |
| Номінальна напруга        | 230/400 В                          |
| Номінальна електроенергія | 16А (х2)                           |
| Номінальна частота        | АС 50Гц                            |
| Стандарти                 | EN 60439-1/-3                      |
| Маркування                | F1, СЕ                             |
| Трансмісія                | 4 ст.КПП,опція-5 ст.КПП            |
| Безпека                   | Захист від перевантаження та ін.   |